# Ceramius auctus
Ceramius auctus är en stekelart som först beskrevs av Fabricius 1804.  Ceramius auctus ingår i släktet Ceramius och familjen Masaridae. Inga underarter finns listade.